# زاخاریاس یانسن
زاخاریاس یانسن ((به هلندی: Zacharias Janssen)؛ ۱۵۸۵ (۱۵۸۰) – given as پیش از ۱۶۳۲ (گاهی ۱۶۳۸)) یک مخترع اهل هلند بود. یانسن یک عینک ساز در میدل‌بورخ هلند بود. همچنین وی را یکی از مخترعان تلسکوپ می‌دانند
در سال ۱۶۰۴ اولین تلسکوپ دست‌ساز خود را ساخت. وی سال‌های ۱۶۰۴ تا ۱۶۰۸ را به فروش تلسکوپ‌های دست‌ساز خود پرداخت و سرانجام موفق شد در سال ۱۶۱۸ تلسکوپ را اختراع کند.